# Anatomia d'un hospital
Anatomia d'un hospital (títol original en anglès: The Hospital) és una pel·lícula estatunidenca dirigida per Arthur Hiller, estrenada el 1971 i doblada al català.

## Argument
La pel·lícula ens ensenya la vida en un Hospital Universitari de Manhattan i s'acosta al Dr. Bock (George C. Scott), el director mèdic, la vida del qual s'ha convertit en un caos: la seva dona l'ha deixat, els seus fills no li parlen i l'Hospital tan estimat està a punt de ser dividit.
Amb tot això l'hospital veu un cert nombre de morts estranyes, tant entre els metges com entre el personal de l'hospital, i tot això acaba per conduir el Dr. Bock a la vora de la bogeria.
Mentre que és al límit de la depressió ansiosa, cau sota els encants de la seductora filla d'un pacient (Diana Rigg), i no només ella li aporta una raó per viure, sinó que és potser l'única persona capaç d'ajudar-lo en la seva vida i a donar-li un sentit.

## Repartiment
- George C. Scott: Dr. Bock
- Diana Rigg: Barbara
- Barnard Hughes: Drummond
- Richard Dysart: Dr. Welbeck
- Stephen Elliott: Dr. Sundstrom
- Andrew Duncan: William Mead
- Donald Harron: Milton Mead
- Nancy Marchand: Mrs. Christie
- Jordan Charney: Hitchcock
- Roberts Blossom: Guernsey
- Katherine Helmond: Marilyn Mead
- Frances Sternhagen: Mrs. Cushing

## Premis i nominacions[calcitació]

### Premis
- 1972: Premi especial del Jurat al Festival Internacional de Cinema de Berlín per Arthur Hiller
- 1972: Premi OCIC al Festival Internacional de Cinema de Berlín per Arthur Hiller
- 1972: Oscar al millor guió original per Paddy Chayefsky
- 1972: Globus d'Or al millor guió per Paddy Chayefsky
- 1973: BAFTA al millor guió per Paddy Chayefsky

### Nominacions
- 1972: Os d'Or
- 1972: Oscar al millor actor per George C. Scott
- 1972: Globus d'Or al millor actor dramàtic per George C. Scott
- 1972: Globus d'Or a la millor actriu secundària per Diana Rigg
- 1973: BAFTA al millor actor per George C. Scott